# Cuyojanira riojana
Cuyojanira riojana is een pissebed uit de familie Protojaniridae. De wetenschappelijke naam van de soort is voor het eerst geldig gepubliceerd in 1992 door Grosso.